# Великополско въстание (1806)
Великополското въстание от 1806 е военен бунт на поляците във Великополша срещу окупиращите пруски сили след Подялбите на Полша (1772–1795).
Великополското въстание от 1806 година е организирано от генерал Ян Хенрик Домбровски, с цел помагане на френските сили под ръководството на Наполеон I да освободи Полша от пруска окупация. Въстанието е решаващ фактор, който спомогнал за формацията на Варшавското херцогство и включването на региона Великополша в него.
То едно едно от трите най-успешни въстания в Историята на Полша, заедно с Великополското въстание от 1918–1919 и Сейнското въстание в град Сейни.